# Jack Rudnay
John Carl Rudnay, detto Jack (Cleveland, 20 novembre 1947), è un ex giocatore di football americano statunitense che ha militato nel ruolo di centro nella National Football League (NFL).

## Carriera
Rudnay fu scelto nel corso del quarto giro (101º assoluto) del Draft 1969 dai Kansas City Chiefs. Tuttavia perse la stagione da titolo a causa di un infortunio alla schiena subito al College All-Star Game dopo la sua stagione da senior alla Northwestern University, dove giocò sia come centro che come defensive tackle.
Anche se fu scelto da una squadra della AFL, non giocò nessuna partita nell'American Football League poiché nella stagione successiva i Chiefs si unirono alla NFL. Da quel momento disputò 144 partite consecutive, 178 complessive, tutte per i Chiefs, il terzo risultato di sempre per un offensive lineman della squadra e si impose come uno dei migliori centri della NFL negli anni settanta, venendo convocato per quattro Pro Bowl consecutivi dal 1973 al 1976.

## Palmarès

### Franchigia
Super Bowl : 1
Kansas City Chiefs: IV
- Campionati AFL : 1

Kansas City Chiefs: 1969

### Individuale
- Convocazioni al Pro Bowl: 4

1973–1976
- All-Pro:

1973–1975, 1979
- Chiefs Hall of Fame